# 구마노촌 (이시카와현)
구마노촌(熊野村)은 이시카와현 하쿠이군에 설치되었던 촌이다.